# Штефан Шваб
Штефан Шваб (нім. Stefan Schwab; нар. 27 вересня 1990, Зальфельден-ам-Штайнернен-Мер, Австрія) — австрійський футболіст, півзахисник грецького клубу ПАОК.

## Клубна кар'єра
Народився 27 вересня 1990 року в місті Зальфельден-ам-Штайнернен-Мер. Вихованець юнацької команди «Ред Булл».
У дорослому футболі дебютував 2008 року виступами за «Ред Булл II», де провів два сезони, взявши участь у 29 матчах чемпіонату.
2010 року під час оренди захищав кольори команди клубу «Лустенау».
Своєю грою за останню команду привернув увагу представників тренерського штабу клубу «Адміра-Ваккер», до складу якого приєднався 2011 року. Відіграв за команду з Медлінга наступні три сезони своєї ігрової кар'єри. Більшість часу, проведеного у складі «Адміри-Ваккер», був основним гравцем команди.
2014 року перейшов до віденського «Рапіда». Був основним гравцем команди протягом шести років, взявши участь у 241 грі усіх турнірів і забивши 51 гол.
1 серпня 2020 року уклав дворічний контракт з грецьким клубом ПАОК.

## Виступи за збірні
2009 року дебютував у складі юнацької збірної Австрії, взяв участь у 3 іграх на юнацькому рівні.
2009 року залучався до складу молодіжної збірної Австрії, а 2017 року провів одну гру за головну збірну Австрії.

## Титули і досягнення
- Володар Кубка Греції (3):

ПАОК: 2016-17, 2018-19, 2020-21